# قليب الأطرم
احد فرسان الطرمان####
• زعال بن عايد بن رشيد الأطرم الشمري
• من فخذ الأطرم من عبدة من شمر.
أبرز ما عُرف عنه:
• فارس وقائد معارك، شارك في عدة معارك مهمة في نجد والعراق.
• من أبرز المعارك التي شارك فيها:
• معركة الجبل الأبيض (1921) ضد قوات الاحتلال البريطاني.
• معركة الثاج (1928).
• معركة جراب (1929).
• وربما كانت له مشاركة في معركة الصريف (1901)، رغم صغر سنه آنذاك.
مكانته:
• يُعد من الرموز الحربية في قبيلة شمر.
• عُرف بالحكمة إلى جانب الشجاعة، وكان له احترام واسع بين القبائل